# تشارلز كترنج
تشارلز فرانكلين كترنج (بالإنجليزية: Charles F. Kettering)‏ (29 أغسطس 1876 - 25 نوفمبر 1958) المعروف أحيانًا باسم تشارلز «الزعيم» كترنج، كان مخترعًا، ومهندسًا، ورجل أعمال أمريكيًا، وهو حاصل على 186 براءة اختراع. كان مؤسس شركة ديلكو، وكان رئيسًا للبحوث في شركة جنرال موتورز منذ عام 1920 حتى 1947. كان مفتاح التشغيل الكهربائي والجازولين المضاف إليه رباعي إيثيل الرصاص من بين أكثر ابتكاراته في مجال السيارات استخدامًا على نطاق واسع. بالاشتراك مع شركة دوبونت الكيميائية، كان مسؤولًا أيضًا عن اختراع مبرد غاز الفريون لأنظمة التبريد وتكييف الهواء. في دوبونت، كان مسؤولًا أيضًا عن تطوير طلاء اللك والمينا، وهي أول دهانات ملونة عملية للسيارات المنتجة بشكل شامل. أثناء عمله مع شركة دايتون-رايت، طور طوربيد «باج» الجوي، الذي يعتبر أول صاروخ جوي في العالم. قاد تطور محركات الديزل ثنائية الشوط العملية خفيفة الوزن، ما أحدث ثورة في صناعات القاطرات والمعدات الثقيلة. في عام 1927، أسس مؤسسة كترنج، وهي مؤسسة بحثية غير حزبية. ظهر على غلاف مجلة تايم في 9 يناير 1933.

## حياته
ولد تشارلز كترنج قرب لودونفيل بأوهايو، وبسبب ضعف نظره تأخر في تعليمه، إلا أنه تخرج في جامعة ولاية أوهايو عام 1904. كانت أول وظيفة له كمخترع مع شركة ناشيونال كاش ريجستر في دايتون بأوهايو. اخترع عدة آلات حاسبة لكنه تخلى عنها، وعمل على إحياء فكرة نظام التشغيل الذاتي للسيارات، الذي ساعده في إنشاء معمل تشارلز ف. كترنج، وكان هذا النظام جزءًا من شركة جنرال موتورز عام 1916. عين كترنج نائب رئيس مسؤول عن الأبحاث عام 1947، وقد استقال من ذلك المنصب ليصبح مستشارا في مجال البحث لشركة جنرال موتورز. عمل كترنج استشاريًا حربيًا خلال الحرب العالمية الثانية، كما عمل رئيسًا للمجلس الوطني للمخترعين .

## إن سي أر وديلكو وبارن جانج
تعين كترنج مباشرة خارج المدرسة لرئاسة مختبر الأبحاث في ناشونال كاش ريجستر (المعروفة لاحقًا باسم إن سي آر كوربريشن). اخترع كترنج نظامًا سهلًا للموافقة على الائتمان، والذي يُعد سلفًا لبطاقات الائتمان اليوم، واخترع أيضًا آلة تسجيل النقد الكهربائية في عام 1906، الأمر الذي جعل التحصيل أسهل ماديًا لموظفي المبيعات. ميز كترنج نفسه كمخترع عملي. كما قال، «لم أكن أتجول كثيرًا مع المخترعين الآخرين والزملاء التنفيذيين. لقد عشت مع عصابة المبيعات. كانت لديهم فكرة حقيقية عما أراده الناس». خلال السنوات الخمسة التي قضاها في إن سي آر، منذ 1904 حتى 1909، حصل كترنج على 23 براءة اختراع لإن سي آر. أرجع نجاحه إلى قدر كبير من الحظ، ولكنه أضاف: «ألاحظ أنه كلما عملت بجد أكثر، كنت محظوظًا أكثر».
ابتداءً من عام 1907، تمكن زميل كترنج في إن سي آر، إدوارد أ. ديدز، من إقناعه بتطوير تحسينات للسيارات. دعا ديدز وكترنج مهندسي إن سي آر آخرين، بما في ذلك هارولد إي. تالبوت، للانضمام إليهم في الليالي وعطلات نهاية الأسبوع في ترقيعهم في حظيرة ديدز. أصبحوا يعرفون باسم «عصابة الحظيرة»، وكان يسمى كترنج الزعيم كيت. كان هدفهم الأول هو إيجاد بديل للمغنيط. في عام 1909، استقال كترنج من إن سي آر للعمل بدوام كامل في تطوير السيارات، وأُدرِجَت المجموعة كشركة دايتون إنجنيرنج لابوراتوريز، أو ديلكو.

## روابط خارجية
- تشارلز كترنج على موقع الموسوعة البريطانية (الإنجليزية)
- تشارلز كترنج على موقع إن إن دي بي (الإنجليزية)